# Stazione di Yotsukaidō
La stazione di Yotsukaidō (四街道駅?, Yotsukaidō-eki) è una stazione ferroviaria situata nella città di Yotsukaidō, nella prefettura di Chiba, in Giappone. La stazione è servita dalla linea principale Sōbu e dal servizio ferroviario linea Narita della JR East.

## Linee e servizi
East Japan Railway Company
■ Linea principale Sōbu
■ Linea Narita (servizio ferroviario)

## Struttura
La stazione è dotata di un marciapiede a isola e uno laterale con tre binari passanti in superficie, ed è inoltre presente una biglietteria presenziata (aperta dalle 6:00 alle 21:00)
| 0-1 | ■ Linea principale Sōbu ■ Linea Narita | per Chiba e Tokyo           |
| 2   | ■ Linea principale Sōbu ■ Linea Narita | per Sakura, Narita e Chōshi |

## Stazioni adiacenti
| «                     | Servizio                     | »                     |
| Linea principale Sōbu | Linea principale Sōbu        | Linea principale Sōbu |
| Linea Narita          | Linea Narita                 | Linea Narita          |
| --------------------- | ---------------------------- | --------------------- |
| Yotsukaidō            | Locale Rapido Airport Narita | Monoi                 |
| Yotsukaidō            | Rapido pendolari             | Sakura                |